# کیک برنج

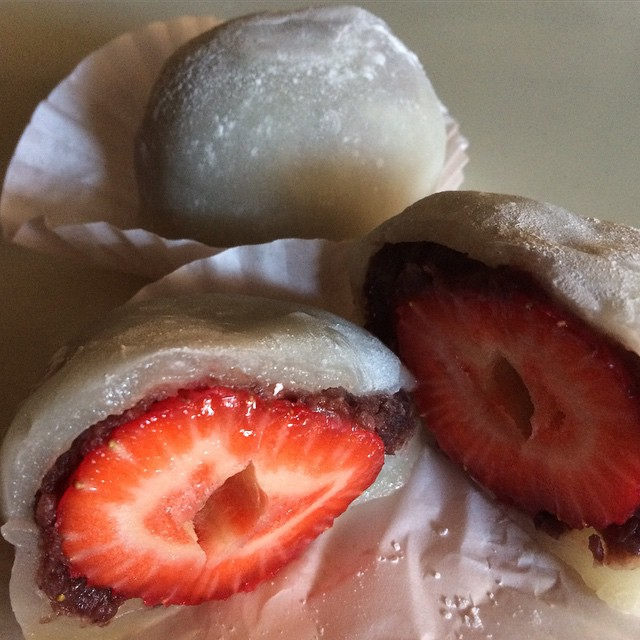
موچی یکی از انواع کیک برنج در ژاپن است که با توت فرنگی تازه و آن (پوره لوبیا) پر شده‌است

کیک برنج نوعی از اقلام غذایی ساخته شده از برنج است که به صورت یک واحد شکل گرفته یا بهم چسبانده شده‌است یا در غیر اینصورت به برنجی که با نوعی ماده شیرین ترکیب شده باشد گفته می‌شود.
آن انواع مختلفی دارد که یک نوع محبوب آن در ایران بنام نان برنجک یافت میشود که محصولی تهیه شده از برنجک یا برنج پف کرده است و معمولاً بدلیل کالری کم بعنوان محصولی پرهیزی مورد استفاده قرار میگیرد.

## استفاده از رایس کیک برای لاغری و بدنسازی
رایس کیک یا همان کیک به دلایل زیر در وعده غذایی ورزشکاران استفاده میشود.
- منبع انرژی: رایس کیک با ارده به دلیل داشتن کربوهیدرات‌های پیچیده، انرژی لازم برای تمرینات طولانی و سخت را فراهم می‌کند.
- پروتئین بالا: ارده منبع غنی از پروتئین است که به ساخت و ترمیم عضلات کمک می‌کند.
- مغذی و سالم: این ترکیب می‌تواند به عنوان یک میان‌وعده سالم و مغذی برای ورزشکاران و بدنسازان مورد استفاده قرار گیرد.

رایس کیک معمولا بدلیل بی‌مزه بودن با میان وعده‌هایدیگر از قبیل ارده، کرم ارده با طعم‌های مختلف، کره بادام زمینی، شکلات و دیگر محصولات مشابه مصرف می‌شود.

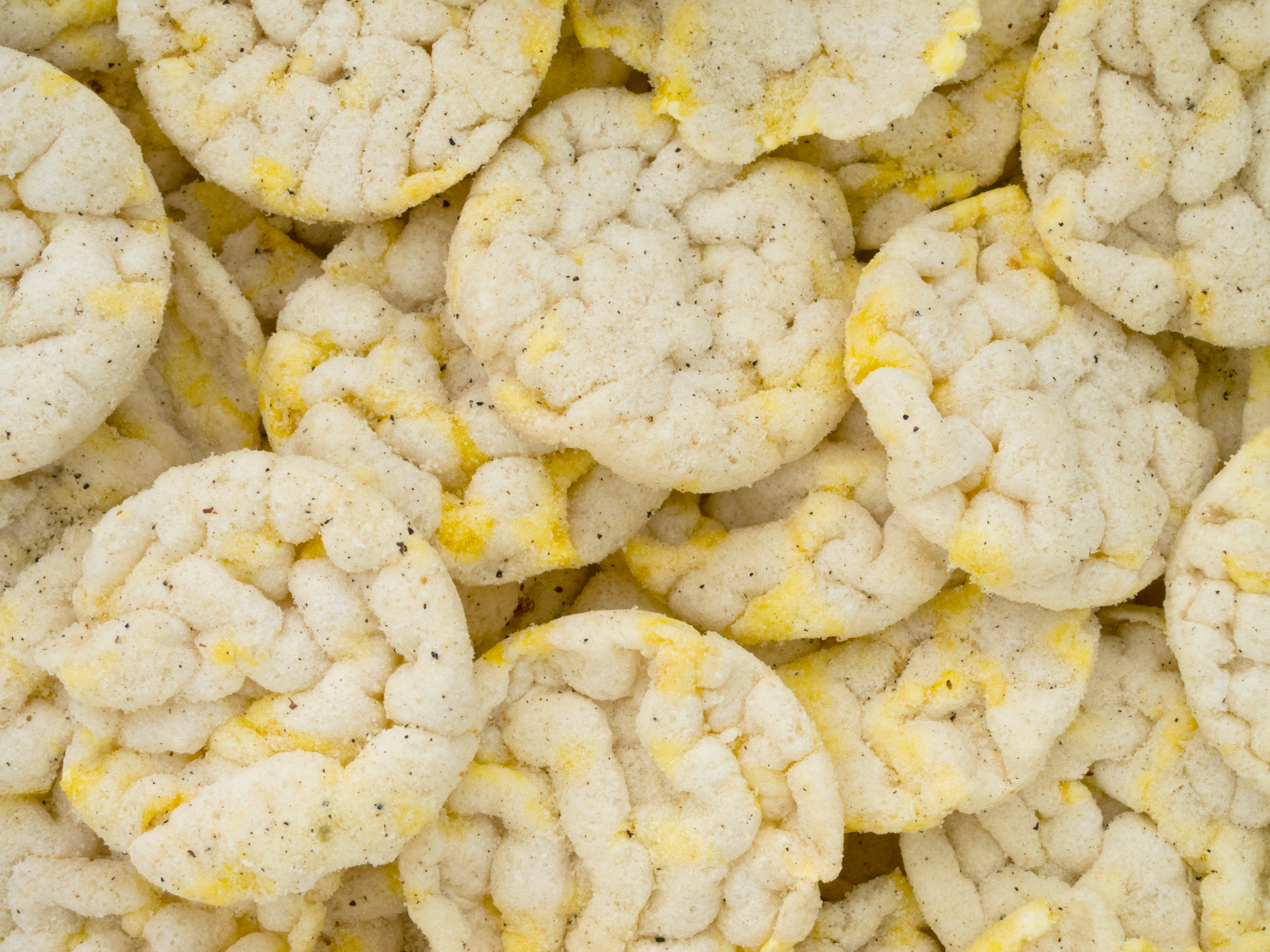
نان برنجک، بصورت تجاری در ایران فروخته میشود